# Sola Scriptura (album)
Sola Scriptura – album studyjny amerykańskiego wokalisty i multiinstrumentalisty Neala Morse’a. Muzyka na płycie została utrzymana w stylistyce rocka progresywnego. Wydawnictwo ukazało się 6 marca 2007 roku nakładem wytwórni muzycznych Radiant Records, InsideOut Music, SPV GmbH i Metal Blade Records.

## Lista utworów
Opracowano na podstawie materiału źródłowego.
| 1. "The Door" – 29:14 1. "Introduction" 2. "In the Name of God" 3. "All I Ask For" 4. "Mercy for Sale" 5. "Keep Silent" 6. "Upon the Door" |  | 1. "The Conflict" – 25:00 1. "Do You Know My Name?" 2. "Party to the Lie" 3. "Underground" 4. "Two Down, One to Go" 5. "The Vineyard" 6. "Already Home" |  | 1. "Heaven in My Heart" – 5:11 2. "The Conclusion" – 16:34 1. "Randy's Jam" 2. "Long Night’s Journey" 3. "Re-Introduction" 4. "Come Out of Her" 5. "Clothed with the Sun" 6. "In Closing..." |

## Twórcy
Opracowano na podstawie materiału źródłowego.
| - Thomas Ewerhard – oprawa graficzna, design - Randy George – gitara basowa - Hannah Vanderpool – wiolonczela - Mike Portnoy – perkusja, instrumenty perkusyjne - Jerry Guidroz – inżynieria dźwięku - Michael Thurman – waltornia - Paul Gilbert – gitara |  | - Ken Love – mastering - Rich Mouser – miksowanie - Rachel Rigdon – skrzypce - Chris Carmichael – skrzypce, altówka - Wil Henderson – wokal wspierający - Amy Pippin, April Zachary, Debbie Bresee, Joey Pippin, Revonna Cooper, Richard Morse, Wade Browne – wokal wspierający - Neal Morse – produkcja muzyczna, instrumenty klawiszowe, gitara, wokal prowadzący |

## Listy sprzedaży
| Lista      | Kraj     | Pozycja |
| ---------- | -------- | ------- |
| MegaCharts | Holandia | 62      |